# جوناثان ساكور
جوناثان ساكور (من مواليد 1 سبتمبر 1999) هو عداء بلجيكي متخصص في سباق 400 متر، مثل بلجيكا في بطولة العالم لألعاب القوى 2019، وحصل على الميدالية البرونزية في سباق التتابع 4 × 400 متر، ليس لديه إنجازات على المستوى الفردي إلا تحقيقه الميدالية الذهبية في بطولة العالم لألعاب القوى 2018 تحت 20 عاماً في سباق 400 متر في وقت قدره 45.03 ثانية.
ساعد بلجيكا في الحصول على المركز الثالث في سباق التتابع 4 × 400 متر في بطولة العالم لألعاب القوى 2019 في يوكوهاما، اليابان.
حصل على الميدالية البرونزية في سباق التتابع 4 × 400 متر في بطولة العالم لألعاب القوى داخل الصالات 2018 وتسجيل رقم قياسي وطني وحصل على الميدالية الذهبية في هذا سباق في سباق التتابع 4 × 400 في بطولة أوروبا لألعاب القوى 2024.